# Bahamy na Letních olympijských hrách 2012
Bahamy se účastnily Letní olympiády 2012 ve dvou sportech. Zastupovalo je 24 sportovců (14 mužů a 10 žen).

## Medailové pozice
| Medaile | Jméno                                                     | Sport    | Disciplína             |
| ------- | --------------------------------------------------------- | -------- | ---------------------- |
| Zlato   | Chris Brown Demetrius Pinder Michael Mathieu Ramon Miller | Atletika | Muži štafeta 4 × 400 m |